# Owarai
Owarai, お笑い, es una palabra japonesa de significado relativamente amplio que describe las comedias que se transmiten por televisión en Japón. La palabra owarai es la forma honorífica de la palabra warai, que significa "una carcajada" o "una sonrisa". Owarai es más utilizada en los shows de variedades japoneses (バラエティ番組, baraeti bangumi) y los comediantes son denominados owarai geinin (お笑い芸人) u owarai tarento (お笑いタレント). En la actualidad se considera que Japón se encuentra en un " boom owarai", y numerosos talentos menores han encontrado la fama de forma repentina después de que un gag (ギャグ, gyagu) o sketch se hiciera popular.